# Municipio de Bethlehem (Pensilvania)
El municipio de Bethlehem  (en inglés: Bethlehem Township) es un municipio ubicado en el condado de Northampton en el estado estadounidense de Pensilvania. En el año 2000 tenía una población de 21.171 habitantes y una densidad poblacional de 560 personas por km².

## Geografía
El municipio de Bethlehem se encuentra ubicado en las coordenadas 40°40′00″N 75°17′59″O / 40.66667, -75.29972.

## Demografía
Según la Oficina del Censo en 2000 los ingresos medios por hogar en la localidad eran de $60,317 y los ingresos medios por familia eran $68,427. Los hombres tenían unos ingresos medios de $47,363 frente a los $32,136 para las mujeres. La renta per cápita para la localidad era de $25,141. Alrededor del 2,7% de la población estaban por debajo del umbral de pobreza.